# Jim Hume

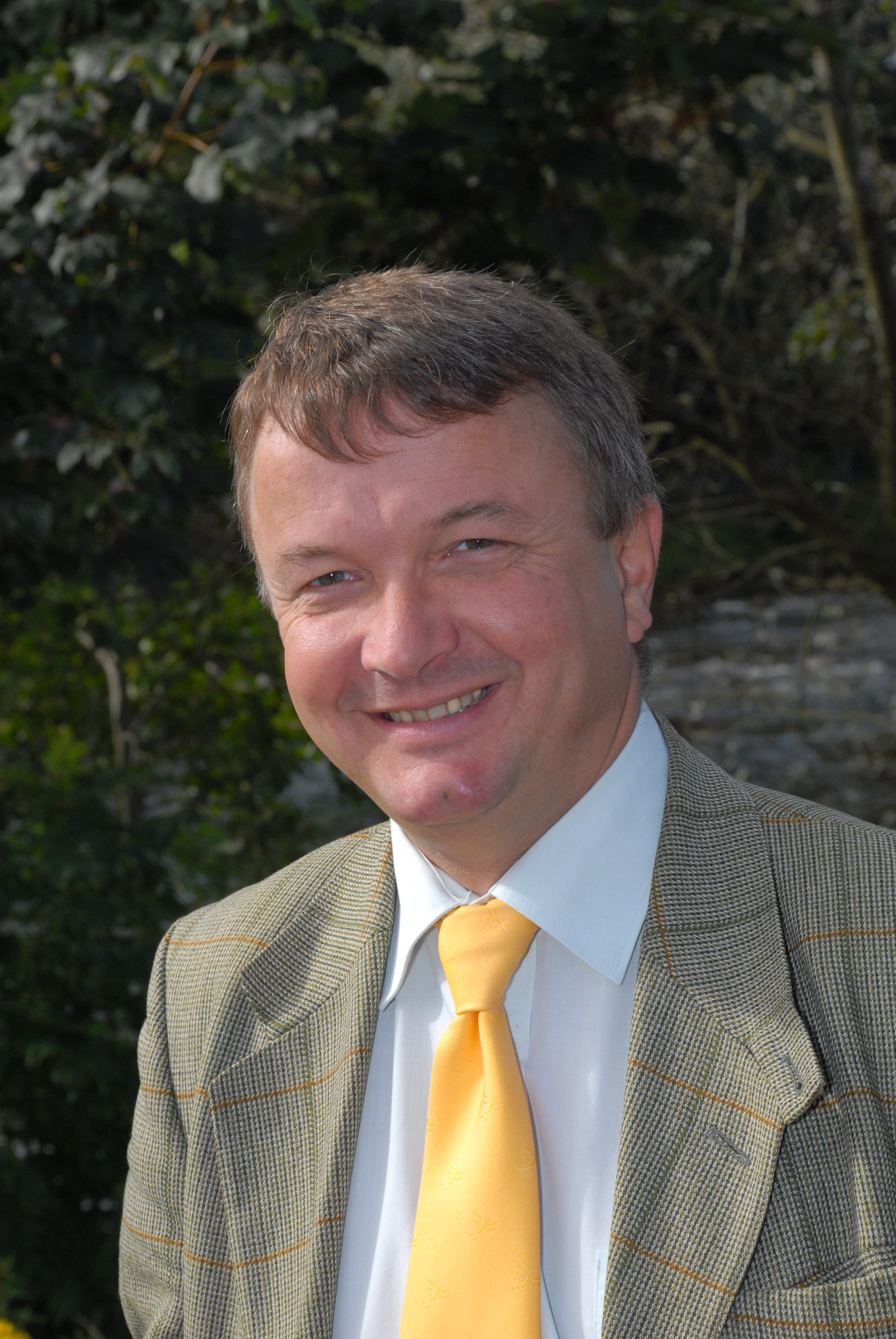
Jim Hume

Jim Hume (* 4. November 1962 in Peebles) ist ein schottischer Politiker und Mitglied der Liberal Democrats.

## Leben
Hume besuchte die Yarrow Primary School und die Selkirk High School. Anschließend studierte er Agrarwissenschaften an der Edinburgh School of Agriculture und erwarb 1997 auch einen Masterabschluss aus dem betriebswirtschaftlichen Bereich von der Universität Edinburgh. Hume war in der familieneigenen Landwirtschaft im Tal des Flusses Yarrow Water in den Scottish Borders tätig. Er engagierte sich in verschiedenen landwirtschaftlichen oder umweltpolitischen Organisationen und Projekten. Er ist verheiratet und Vater von drei Kindern – zwei Söhnen und einer Tochter. Nach seinem Einzug in das Schottische Parlament übernahmen seine Söhne den elterlichen Hof.

## Politischer Werdegang
Bei den Parlamentswahlen 2007 trat Hume erstmals zu nationalen Wahlen an. Er bewarb sich dabei nicht um das Direktmandat eines Wahlkreises, sondern war auf dem ersten Rang der Regionalwahlliste der Liberaldemokraten für die Wahlregion South of Scotland gesetzt. Infolge des Wahlergebnisses konnten die Liberaldemokraten einen Listenkandidaten entsenden und Hume zog als einer von sieben Abgeordneten für South of Scotland erstmals in das Schottische Parlament ein. Bei den Parlamentswahlen 2011, konnte er sein Mandat verteidigen.